# Commission internationale pour la protection du Rhin
Pour les articles homonymes, voir Commission internationale (homonymie).

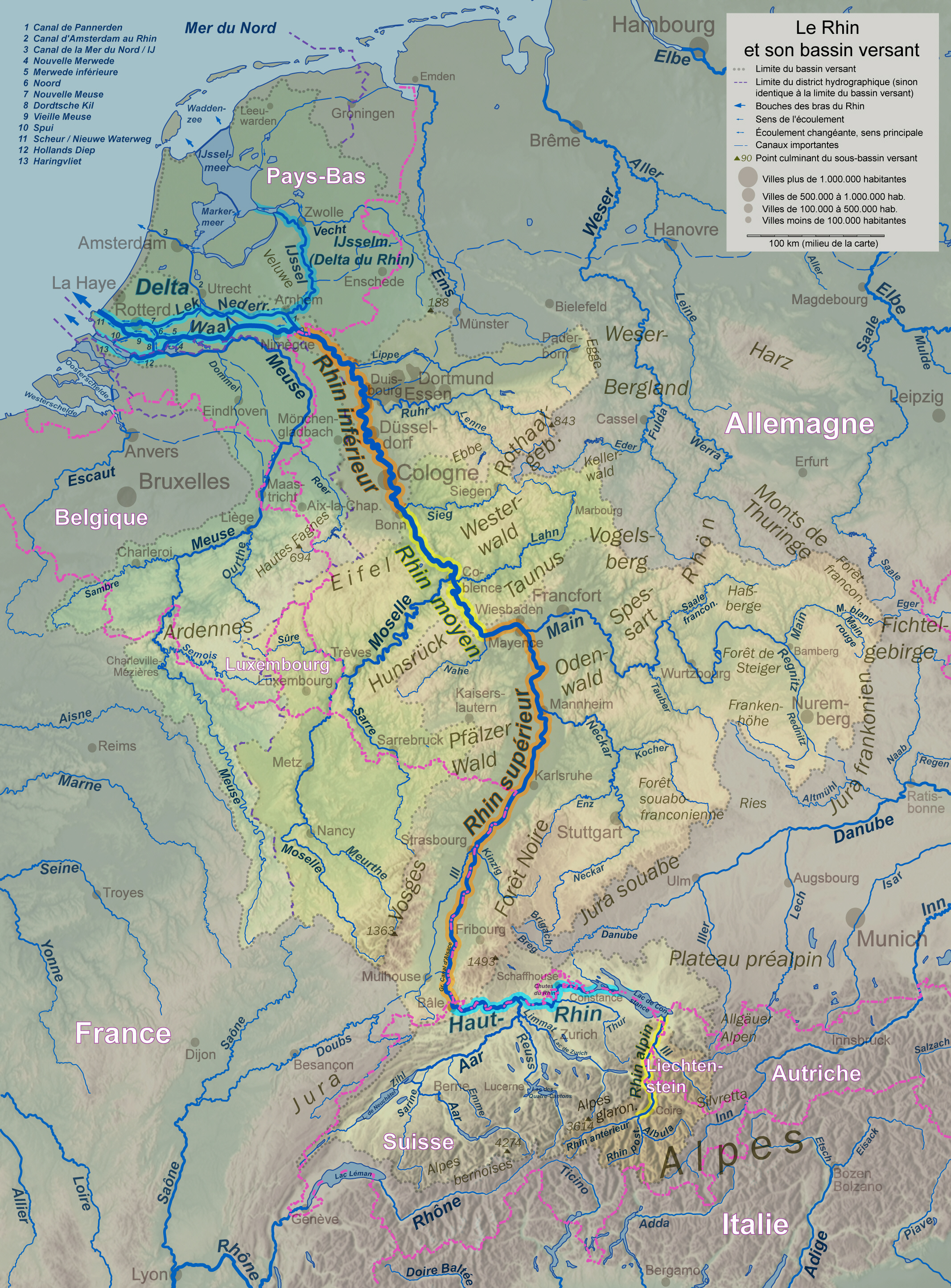
Cours et bassin versant du Rhin
(voir aussi la carte détaillée de la zone de compétence de la Commission internationale pour la protection du Rhin (fleuve qui traverse, draine et/ou irrigue la Suisse, la France, l’Allemagne, le Luxembourg, les Pays-Bas.

La Commission internationale pour la protection du Rhin (CIPR, ang. International Commission for the Protection of the Rhine, alld. Internationale Kommission zum Schutz des Rheins, nl. Internationale Commissie ter Bescherming van de Rijn) est une instance intergouvernementale de droit international public , instituée en 1994 pour protéger et restaurer le Rhin, fleuve européen, en lien avec la Commission européenne et quelques pays ou régions un peu moins concernées (Autriche, Liechtenstein, région belge de Wallonie et Italie).    
Son siège est basé à Coblence. Elle est aussi ouverte à divers observateurs et ONG. 
Elle est compétente pour le Rhin « à partir de sa source jusqu'à son embouchure dans la mer, y compris l'Escaut maritime et l'Escaut occidental » et tous ses affluents. 
Grâce aux opérations de renaturation et aux passes à poissons, des espèces qui avaient disparu de tout ou partie du bassin versant réapparaissent dont des grands migrateurs (150 saumons, 30 grandes aloses et 120 lamproies comptés en 2015 à la passe d'Iffezheim, grâce à des passes à poissons ou aménagements favorisant la remontée ou la dévalaison  sur 480 barrage et ouvrages transversaux traités des années 1990 aux années 2013). Cependant, selon la CIPR, « la poursuite des efforts de réduction des pressions dans le bassin du Rhin reste une nécessité »

## Missions
Il s'agit de permettre le développement soutenable du Rhin, de son milieu alluvial et l’atteinte du bon état écologique dans toutes les eaux du bassin versant. Ceci doit se faire grâce à une « gestion durable » et « intégrée » du district international du Rhin, et par des mesures restauratoires devant répondre plus efficacement à la dégradation de la qualité écologique du Rhin et de tout ou partie de son bassin. Ses missions ont évolué et ont été recadrées en 1999 par une « convention   pour la Protection du Rhin contre la Pollution » (Berne, 12 avril 1999) .
La commission CIPR coordonne l’exécution individuelle par les états et régions riverains, de leurs obligations découlant de la Directive cadre européenne sur l'eau, encourage la production et l'application d'un plan de gestion unique du district hydrographique international du RHin (conforme à la DCE), la prévention et la protection contre les pollutions chroniques ou accidentelles de l'eau, les crues et les effets des sécheresses.

## Moyens
La commission dispose de groupes de travail et d’experts. 
Chaque groupe a un mandat technique défini. Ces groupes peuvent étudier toute questions techniques relative à la mise en œuvre de la Convention pour la protection du Rhin et du droit communautaire.
Chaque année, une Assemblée plénière vote pour le programme à venir et une « Conférence ministérielle sur le Rhin » choisit ou non de prendre des décisions sur des questions politiques majeures, posant « les jalons de futurs programmes de mesures cohérents et ajustés ».

## Contexte historique et précédents juridiques
Depuis l'époque romaine et carolingienne, les grands fleuves comme le Rhin ou l'Escaut ont été des frontières ou des enjeux géopolitiques importants.  
Après la Seconde Guerre mondiale la pollution de l'eau et des sédiments du Rhin devient flagrante (comme pour l'Escaut et d'autres grands fleuves européens très utilisés pour le transport et par l'industrie lourde). Cette pollution devient préoccupante, d'abord surtout due à des eaux usées et à des matières organiques en suspension (source d'une sédimentation accrue et donc de coûteux curages), elle est aussi et de plus en plus due à des  produits chimiques dangereux et non dégradables (mercure, plomb, cadmium, zinc, etc.). Plus en aval, ces polluants et la turbidité de l'eau dégradent également l'estuaire et l'environnement marin.

## Histoire
En 1950, 5 ans après la guerre et en pleine reconstruction, le 11 juillet, l'Allemagne, la France, le Luxembourg, les Pays-Bas et la Suisse créent la CIPR pour étudier la pollution du Rhin, proposer des mesures de protection, harmoniser les méthodes de suivi physicochimique et biologique, et échanger les données mesurées. 
C’est une des premières instances intergouvernementales à travailler sur l’eau en Europe. Elle le fera sur la base de six conventions négociées puis votées. Ces conventions, qui serviront souvent d’exemple à d’autres groupes de pays, sont (par ordre d'ancienneté) :  
1. Accord concernant la Commission Internationale pour la Protection du Rhin contre la Pollution signée à Berne le 29 avril 1963[4]
2. Convention pour la Protection du Rhin contre la pollution chimique (Bonn, 3 décembre 1976)  [5]
3. Convention pour la Protection du Rhin contre la pollution par les chlorures (Bonn, 3 décembre 1976)  [6]
4. Accord additionnel à l'Accord concernant la Commission Internationale pour la Protection du Rhin contre la Pollution signée à Berne le 29 avril 1963 (Bonn, 3 décembre 1976) [7]
5. Le protocole additionnel à la Convention sur les chlorures (25 septembre 1991) [8]
6. Convention pour la Protection du Rhin contre la Pollution (Berne, 12 avril 1999) [2]

En 1987 les États membres ont adopté un « Programme d’Action Rhin » (1987-2000) définissant des objectifs généraux et des mesures de restauration et protection du Rhin.
En janvier 2001, un nouveau programme dénommé « Rhin 2020 » (« programme pour le développement durable du Rhin ») contenant des objectifs en termes de qualité, de superficie et d’échéances (avec une série d'objectifs intermédiaires pour 2005) a été adopté par les ministres compétents pour le Rhin. Ce programme vise une renaturation des berges et des bras latéraux et du fond là où cela est encore possible notamment par remise en connexion d’une centaine de bras du Rhin avant 2020. En 2012, 80 de ces bras avaient été remis en connexion.
Les premier et second bilan  montrent les progrès accomplis pur la plupart des objectifs : les objectifs intermédiaires de 2005 sont tous atteint d’après la CIPR, hormis concernant la diversité morphologique et donc la diversité écopaysagère et la naturalité des berges. Dans ce domaine le résultat de 2005 était mauvais : 49 km de berges (sur rive droite ou gauche du Rhin) avaient été morphologiquement renaturées, mais l’objectif 2005 était de 400 km de berges (ce qui nécessite des mesures négociées avec la Commission Centrale pour la Navigation du Rhin (CCNR) et les collectivités et propriétaires riverains).  En 2012, la CIPR estime que « l’objectif fixé de 800 km redynamisés d’ici 2020 place très haut la barre et semble difficilement réalisable en regard de la densité des usages en présence le long du cours principal du Rhin ».
Par ailleurs, les obligations de la directive cadre communautaire sur l’eau n’ont pas été mises en œuvre concernant l’atteinte d’un « bon état chimique et écologique » qui ont fait l’objet de diverses dérogations (délais supplémentaires accordés après la date butoir de 2015) dans le bassin fluvial du Rhin. La directive communautaire sur les inondations doit aussi être mieux appliquée, notamment dans la perspective du dérèglement climatique, qui a justifié la publication par la CIPR d’une  stratégie d’adaptation au changement climatique pour le bassin du Rhin.
Ce programme vise à poursuivre les efforts d’amélioration de la qualité des eaux  et de la surveillance du milieu, mais aussi à restaurer un  « réseau de biotopes Rhin Saumon 2020 » , ainsi qu’à améliorer la prévention des inondations via un « Plan d’Action contre les Inondations ».
Les États riverains ont l’objectif commun, sous l’égide de la Commission européenne et de son projet de réseau écologique paneuropéen de rétablir progressivement la continuité du cours principal du Rhin, au moins jusqu'à Bâle ainsi que dans certaines rivières classées prioritaires (pour des raisons souvent halieutiques, présentées dans un « Plan directeur 'Poissons migrateurs‘ Rhin » qui vise à restaurer plus de 1.000 hectares de zones de frai et de grossissement dans le bassin . De janvier 2000 à décembre 2012, la continuité a été retrouvée grâce à des passes à poissons (ou parfois un effacement de seuils) sur 481 barrages dans les rivières classées prioritaires pour les poissons migrateurs. Par ailleurs le retour du Castor fiber dans une partie du bassin contribue aussi à la renaturation de certains versants où cet animal, grâce à ses barrages restaure des successions de zones humides favorables à de nombreuses espèces animales aquatiques et palustres, et favorable à une régulation naturelle du débit de l'eau.

## Gouvernance
Le Président (en 2014 : Gustaaf Borchard, néerlandais) et les organes de la CIPR sont assistés par un secrétariat international basé au siège de la commission à Coblence (Allemagne). 
Les langues de travail sont le français, l’allemand et le néerlandais.  
Le secrétariat de la CIPR peut aider les États du bassin du Rhin à appliquer  la directive cadre européenne sur l’eau (directive 2000/60/CE) et la directive européenne sur la gestion des risques d’inondation (directive 2007/60/CE). 

### Rôle des observateurs; coopération avec des tiers
Parce qu’ils sont dans le bassin versant du Rhin, la coopération transfrontalière a été étendue à d’autres pays ou régions (Autriche,  Liechtenstein et Région Wallonne). 

## Priorités ou problèmes restant  à résoudre
Selon la CIPR, pour répondre au traité et à la directive-cadre sur l'eau (qui visait le bon état écologique du bassin pour 2015), les parties signataires doivent encore faire face à de nombreux problèmes. 
En 2014, l’Assemblée plénière de la  CIPR identifiait 4 grandes priorités   :
1. « la lutte contre les micropolluants, comme par ex. les médicaments, parfums et insecticides, dont la réduction constitue un nouveau défi à relever dans le cadre de la politique de protection des eaux »[18]
2. « la recherche de techniques performantes pour assurer la continuité piscicole tant en dévalaison qu'en montaison entre le delta (du Rhin) et Bâle »[18] ;
3. « l'amélioration de la prévention des inondations » [18] ;
4. « les adaptations envisageables en matière de gestion des eaux du bassin du Rhin en réponse aux divers impacts probables du changement climatique » [18].

- diverses dégradations de la dynamique fluviale, du continuum fluvial, des compartiments sous-fluviaux et des nappes phréatiques associées à l'Escaut et à ses affluents ;
- La gestion de l'eau de manière générale (pompages d'irrigation ou autres détournement de l'eau) ;
- La gestion des boues de curage (souvent polluées) et des terrains de dépôts ;
- la gestion des séquelles de guerre ;
- la gestion des espèces invasives et introduites susceptibles de l'être, cause importante de régression de la biodiversité
- la gestion des conséquences de la dégradation des zones humides (inondations/sécheresses exacerbées, pollution accrue par les nitrates et phosphates et pesticides...) ;
- la gestion d'une progressive montée des océans et des changements de pluviométrie attendus dans le cadre des changements climatiques (« potamologie ») ;
- la gestion de problèmes émergents tels que la dispersion dans l'environnement de catalyseurs automobiles, perturbateurs endocriniens...), transgènes, etc.
- Augmentation de certains risques, dont risques de pollution lié au dérèglement climatique (les prospectivistes craignent une augmentation de la pluviométrie hivernale et des sècheresses estivales), aux constructions en zone inondable ou aux risques de pénétrations marines.

### Contexte climatique
Il a une grande importance pour le Rhin pour ce qui concerne la pluviométrie et la qualité de l'eau.
Or selon une « étude sur les répercussions du changement climatique dans le bassin du Rhin » sur le Rhin et de la Moselle, dont les résultats ont été présentée à Vaduz (Liechtenstein) les 5 et 6 juillet 2011 « D’ici le milieu du siècle, les débits sont susceptibles d’augmenter de 20% au maximum en hiver et de baisser de 10% au maximum en été sur l’ensemble du bassin du Rhin, avec des fluctuations plus ou moins importantes selon les régions »

## Contexte européen
Les parties signataires de l'Accord peuvent s'appuyer sur la directive-cadre sur l'eau et du droit de l'environnement (qui a évolué plus rapidement et de manière plus ambitieuse que le droit national de la plupart des États membres).
Le Rhin (comme l'Escaut) en tant qu'axe nord-sud pourrait potentiellement devenir un corridor biologique d'intérêt majeur dans le réseau écologique paneuropéen, voire aussi - grâce à son axe globalement nord-sud - jouer un rôle de « corridor climatique ».
La démarche « EcoPort » peut aussi contribuer à limiter les impacts négatifs des ports du Rhin et des ports d'eau douce de son bassin hydrographique.

### Belgique
Comme prévu par le traité, ce pays abrite le secrétariat de la CIE (à Anvers)

### Pays-Bas
Un plan Delta concentre une grande partie des budgets néerlandais consacrés à l'Escaut, pour construire une série de barrages et mesures de protection des polders et de la population exposée aux inondations et à la montée de l'océan.